# Lê Đức Thúy
Lê Đức Thúy (sinh năm 1948) là một nhà kinh tế ngân hàng, nguyên Ủy viên Ban Chấp hành Trung ương Đảng Cộng sản Việt Nam khóa khóa IX và X, nguyên Thống đốc Ngân hàng Nhà nước Việt Nam trong thời gian gần 8 năm (tháng 12 năm 1999 - tháng 7 năm 2007), nguyên Phó chủ tịch chuyên trách của Hội đồng Tư vấn Kinh tế - Tài chính Tiền tệ Quốc gia, nguyên Chủ tịch Ủy ban Giám sát Tài chính Quốc gia.

## Tiểu sử
Ông sinh ngày 30 tháng 6 năm 1948 tại xã Sơn Thịnh, huyện Hương Sơn, tỉnh Hà Tĩnh.
Trước khi chuyển sang công tác tại Ngân hàng Nhà nước với chức vụ Phó Thống đốc, ông Thúy từng là trợ lý cho Tổng Bí thư Đỗ Mười. 
Từ tháng 9/1992 đến tháng 7 năm 1995, ông cùng ông Cao Đức Phát học cao học quản lý hành chính tại Đại học Harvard, nhận học vị thạc sĩ Quản lý tài chính công.
Trước nhiệm kỳ của ông Thúy, Ngân hàng Nhà nước được Phó Thủ tướng thường trực Nguyễn Tấn Dũng kiêm nhiệm từ tháng 5 năm 1998 tới tháng 12 năm 1999.
Vào tháng 10 năm 2003, ông đứng ra bảo đảm cho Ngân hàng Thương mại Cổ phần ACB, cũng như cá nhân Tổng Giám đốc của ACB (lúc đó là ông Phạm Văn Thiệt) khi ngân hàng này bị phao tin đồn nhảm là có khuất tất và đang tẩu tán tài sản, lãnh đạo ngân hàng đang chuẩn bị trốn ra nước ngoài.
Ngày 29 tháng 3 năm 2008, tại QĐ số 338/QĐ- TTg, Thủ tướng Chính phủ Nguyễn Tấn Dũng đã quyết định bổ nhiệm ông Lê Đức Thúy, Phó Chủ tịch chuyên trách Hội đồng Tư vấn chính sách tài chính, tiền tệ Quốc gia, giữ chức Chủ tịch Ủy ban Giám sát tài chính quốc gia.

## Các tiêu cực

### Các vấn đề trong việc chuyển sang tiền polyme
Vào giữa tháng 10 năm 2006, báo chí đăng tải chất vấn của đại biểu quốc hội tỉnh Kiên Giang Nguyễn Thị Việt Nhân về vụ tiền polymer, hóa giá nhà theo diện 61/CP và con trai ông, Lê Đức Minh, có liên quan đến việc in tiền.
Ngày 5 tháng 6 năm 2007, phó Tổng Thanh tra Chính phủ Lê Tiến Hào đã ký văn bản thông báo kết quả nội dung thanh tra tại Ngân hàng Nhà nước và Thống đốc đã bị yêu cầu kiểm điểm về chất lượng tiền xu, về chi phí in tiền polymer, về nâng cấp nhà máy in tiền quốc gia, về tình trạng thua lỗ trong việc kinh doanh ngoại tệ tại Ngân hàng Nông nghiệp - Phát triển nông thôn Việt Nam và Ngân hàng Công thương Việt Nam.
Theo BBC: cảnh sát Úc tìm thấy chứng cứ và đang điều tra vụ hối lộ 10 triệu Úc kim liên quan đến ông Lê Đức Thúy trong đợt in tiền polyme. Như cách phân tích của The Age, người ta có cảm tưởng từ Lương Ngọc Anh tới bố con ông Lê Đức Thúy, trong vụ án ăn hối lộ in tiền cho Ngân hàng Nhà nước, cũng có thể chỉ là những người trung gian đứng dàn xếp đầu cầu dịch vụ in tiền. Còn tiền hối lộ, như đã được viết nhiều lần hồi năm ngoái, ít nhất là 12 triệu Úc kim hoặc $10 triệu được bỏ thẳng vào một số trương mục bí mật ở ngân hàng Thụy Sĩ, và cả một số nước không bị đánh thuế như Bahamas. 
Theo tờ The Age của Úc, công ty in tiền Securency cũng đã trả hối lộ cho ông Thúy bằng cách trả tiền học phí cho con ông tại một đại học tại Anh. Doanh nhân Anh Bill Lowther, 71 tuổi đã bị đưa ra tòa án Anh vào tháng 9 năm 2011 về tội mua chuộc ông Thúy bằng cách xin được chỗ và trả tiền học tại đại học Durham và chỗ cư trú cho người con trai ông là Lê Đức Minh để được hợp đồng cho hãng Securency in tiền cho Việt Nam.

### Mua rẻ nhà công vụ
Ông Thúy thuộc diện cán bộ phải kê khai tài sản, nhưng không cần phải công khai tài sản trước dân. Qua báo chí người dân biết được ông ngoài căn nhà diện tích đất 120 m² ở phố Bùi Ngọc Dương (Hà Nội) sở hữu do mua bán và tự xây ông còn được bán hóa giá ngôi nhà mặt tiền số 6 Lý Thái Tổ, Hà Nội diện tích đất gần 80 m², theo nghị định 61/CP làm nhà ở vào tháng 1 năm 2005 với giá khoảng 600 triệu đồng (thực nộp do miễn giảm là 476 triệu đồng) trong khi giá trị thị trường có thể lên đến hàng chục tỷ đồng.
Việc chuyển mục đích sử dụng từ công sản sang nhà ở rồi đề nghị bán hóa giá của Ngân hàng Trung ương được đánh giá là không đúng quy định. Thời gian hoàn tất các thủ tục hành chính nhà đất vốn rất nhiêu khê quá nhanh đến mức bất bình thường, từ lúc Ngân hàng nhà nước bàn giao nhà cho sở Tài nguyên môi trường Nhà đất Hà Nội đến lúc cấp sổ đỏ cho ông Thúy chỉ trong vòng 40 ngày, đã làm Ủy ban nhân dân thành phố Hà Nội yêu cầu sở Tài nguyên môi trường nhà đất Hà Nội phải báo cáo giải trình quy trình bán nhà công vụ dễ dàng cho ông Thúy 
Vấn đề mua nhà công vụ của ông Thúy đúng lúc báo chí đưa tin vụ bán căn nhà công vụ cho ông Hoàng Văn Nghiên cựu Chủ tịch thành phố Hà Nội góp phần làm dấy lên sự quan tâm của công luận về việc bán rẻ nhà công vụ.
Ông Trương Đình Song - nguyên Vụ trưởng Vụ Tổng kiểm soát NHNN Việt Nam cho rằng: "Ông Lê Đức Thúy là thống đốc thứ 10 của ngành ngân hàng Việt Nam và cũng là thống đốc duy nhất mua rẻ nhà công vụ. Ở Việt Nam, tình trạng các quan chức mua rẻ nhà công vụ kiểu này rất phổ biến". Và Ông Đỗ Trọng Ngoạn, đại biểu Quốc hội tỉnh Bắc Giang cho rằng: "Nó là một biến tướng của tham nhũng".
Sau khi việc chuyển đổi nhà công thành nhà riêng của thống đốc Lê Đức Thúy bị phát hiện và báo chí lên tiếng. Ngày 5 tháng 10 năm 2006, Thủ tướng chấp nhận đề nghị của Thống đốc Lê Đức Thuý về việc xin trả lại nhà và giao Ngân hàng Nhà nước nhận lại nhà số 6 Lý Thái Tổ để bố trí làm công sở.